# Рецки, Д’арси
Д’арси Элизабет Рецки (англ. D’arcy Elizabeth Wretzky), или просто Д’арси — рок-музыкант, наиболее известна как бывшая бас-гитаристка рок-группы The Smashing Pumpkins.

## Биография

### Детство
Рецки родилась и воспитывалась в Мичигане, где вместе с сестрами Татьяной и Молли занималась музыкой. Она играла на скрипке и гобое и пела в хоре. Д’арси также занималась гимнастикой. О своём отце, строителе, обожавшем поездки верхом на лошади, Д’арси отзывается как об «очень странном человеке». Юная Д’арси описывала себя, как «девочку-сорванца». У неё были очень трудные отношения с сёстрами. В школе Д’арси заинтересовалась пост-панком и играла в различных группах. После окончания школы она отправилась во Францию, чтобы присоединиться к одной группе, но к её приезду группа распалась, поэтому Д’арси провела лето в Чикаго с друзьями, посещая различные концерты.

### Музыкальная карьера

#### The Smashing Pumpkins
Однажды после концерта в ночном клубе «Авалон» Д’арси услышала Билли Коргана, критикующего группу, которая выступала. Последовала яростная дискуссия, после чего Билли предложил Д’арси присоединиться к его группе. Так окончательно сформировались The Smashing Pumpkins, которые на тот момент состояли из Билли Коргана, гитариста Джеймса Иха и драм-машины. Рецки была принята в качестве бас-гитаристки. Несколько месяцев спустя к группе присоединился барабанщик Джимми Чемберлин, после того, как Билли наконец решил больше не использовать драм-машину.
Время пребывания Рецки в группе сопровождалось резкими перепадами настроения: то ей всё нравилось, то всё раздражало. Корган называл её «совестью группы». После успеха альбома Mellon Collie and the Infinite Sadness в 1995 году Корган говорил, что Д’арси начала опускаться «всё ниже и ниже к полному безумию и/или наркотикам (решайте сами)». В конце концов, в 1999 Рецки оставила группу, намереваясь заняться актёрской карьерой. Позже Корган признался, что Д’арси была уволена потому, что, имея сильное пристрастие к наркотикам, отказывалась от какой-либо помощи и не хотела покончить с зависимостью. На смену Д’арси в группу пришла бывшая басистка группы Hole Мелисса Ауф Дер Маур.
Рецки в качестве бас-гитаристки участвовала в записи пяти альбомов The Smashing Pumpkins: Gish, Siamese Dream, Mellon Collie and the Infinite Sadness, Adore и Machina/The Machines of God. Её вокал можно услышать в песнях «Daydream» из Gish, «Farewell and Goodnight» и «Beautiful» из Mellon Collie and the Infinite Sadness, а также «Dreaming» из The Aeroplane Flies High. Рецки также соавтор одной из песен The Smashing Pumpkins — «Daughter».
Сейчас Рецки никак не связана с группой.

#### Прочие музыкальные проекты
Д’арси участвовала в качестве бэк-вокалистки в записи альбома Hot Saki and Bedtime Stories группы Catherine и снялась в их клипе «Four Leaf Clover».
В 1999 году Д’арси некоторое время играла в группе Filter, но никогда не участвовала в турах. Её можно услышать в двух песнях «Cancer» и «Take a picture». В том же году с Filter играл и бывший виолончелист The Smashing Pumpkins Эрик Ремшнайдер.
Рецки также можно услышать в песне «One and Two» в сольном альбоме Джеймса Иха Let It Come Down (1998).

### Личная жизнь
Д’арси и её одногруппник Джеймс Иха некоторое время встречались в начале 90-х, их разрыв добавил некоторую напряжённость в процесс записи альбома Siamese Dream. Рецки вышла замуж за барабанщика группы Catherine Керри Брауна в 1993 году. Она участвовала в записи их альбома Hot Saki and Bedtime Stories 1996 года, её вокал можно услышать в песнях «Punch Me Out» и «Four Leaf Clover», а также увидеть её в клипе на последнюю композицию «Four Leaf Clover». В 1999 году Д’арси развелась с Керри. По некоторым данным, она до сих пор поддерживает дружеские отношения с Джеймсом Иха.
Д’арси некоторое время встречалась с Ричардом Патриком (экс-гитарист Nine Inch Nails), солистом группы Filter. Она спела на бэк-вокале в песнях «Cancer» и «Take a Picture», по слухам, «Miss Blue» — песня о ней. В альбоме Title of Record она значится как «Miss Wutt».
25 января 2000 года в Чикаго Рецки была арестована после покупки кокаина. Согласно данным полиции, трое офицеров под прикрытием видели, как Рецки и её спутник зашли в здание на Вест Гранд Авеню и, выйдя из него, быстро вернулись в машину. Водитель (его звали Тони Янг) сделал два незаконных разворота с выключенными фарами, после чего полиция остановила машину. При обыске в его кармане были найдены наркотики. Янг утверждал, что это не его, говорил, что Д’арси «дала ему просто подержать эти камни». Во время допроса Д’арси призналась, что действительно отдала водителю три пакета кокаина.
Судебный процесс для Рецки закончился весьма успешно, обвинения были сняты после того, как она прошла курс принудительного лечения в 2000 году. Д’арси практически не появлялась на публике. После своего ареста она отказывалась давать какие-либо интервью.
Д’арси жила в Вотервлиете, штат Мичиган с 2000 по 2006 год. Там она владеет лошадиной фермой и тремя антикварными магазинами. Одна из её лошадей, Jet Set Miss, была принята в Arabian Horse Pilot Program в августе 2000 года. В 2006 она жила в Остине, штат Техас. Сейчас она живёт в графстве Берриен в Мичигане. В декабре 2004 Д’арси стала изучать акупунктуру после того, как её сестра Молли успешно избавилась от курения с помощью этого метода лечения. Д’арси — квалифицированная массажистка. Молли работает юристом в Чикаго, а вторая сестра Таня заведует лошадиной фермой в Мичигане.
После долгих лет молчания Д’арси вновь дала о себе знать в июле 2009 года, неожиданно позвонив на чикагское радио Q101 в передачу Райана Манно. На вопрос «Чем вы сейчас занимаетесь?» она ответила, что проживает на ферме в Мичигане, что забросила рок-н-рольный образ жизни, так как «здоровья не хватило», а также призналась в своей любви к вокалисту The Monkees Дэйви Джонсу.

## Влияния и стиль
По словам Д’арси, огромное влияние на её стиль игры на бас-гитаре оказал басист Джон Тэйлор из Duran Duran. Её любимые группы: The Beatles, The Stooges, Nirvana, Queen и The Rolling Stones.